# Novela latina
El Satiricón de Petronio es la primera obra latina que puede denominarse propiamente novela. Se conserva de ella lo suficiente para demostrar que contenía una narración continuada de considerable extensión. Sobre la mitad del siglo II aparecieron las Metamorfosis de Apuleyo, obra llamada también El asno de oro, una serie de historias que corresponden a las aventuras de un héroe, transmutada su figura en un asno. Esta novela tiene un final sorprendente y serio con la descripción de la iniciación del héroe en los misterios. Aparte de estas dos grandes obras es muy poco lo que se conoce sobre la novela latina. La anónima Historia de Apolonio, rey de Tiro puede haber sido escrita originalmente en griego en el siglo III y traducida al latín en el siglo VI con un barniz cristiano.